# Salón de la Fama del Tenis Australiano
El Salón de la Fama del Tenis Australiano fue establecido en 1993 por Tennis Australia bajo la dirección del entonces presidente Geoff Pollard. Descrito por Tennis Australia como "uno de los más altos honores que los jugadores de tenis australianos pueden recibir", los ingresados son reconocidos con la producción de un busto de bronce por la escultora local Barbara McLean, que luego se exhibe en Garden Square en Melbourne Park.
Los dos primeros ingresados fueron Rod Laver y Margaret Court, reconocidos en una ceremonia de 1993. Desde entonces, un total de 39 personas han sido ingresadas en el Salón de la Fama del Tenis Australiano, de las cuales 10 son mujeres. Un jugador en silla de ruedas y un administrador están entre el grupo. Ocho de las inducciones se han realizado póstumamente. Treinta y uno de los ingresados también son miembros del Salón de la Fama del Tenis Internacional.
Las inducciones generalmente se realizan anualmente, el Día de Australia, 26 de enero, aunque no se añadieron nuevos miembros al salón de la fama en 1999 ni en 2005. En varias ocasiones se han hecho más de una inducción, pero desde 2011 se ha hecho una sola inducción cada año. Las inducciones tienen lugar en la Rod Laver Arena; se celebran en un Baile del Salón de la Fama, que tiene lugar cada año en la víspera de la final de individuales masculinos del Abierto de Australia.
| † | inducción póstuma                                     |
| ‡ | administrador de tenis                                |
| * | también miembro del International Tennis Hall of Fame |

| Año  | Imagen                                   | Nombre                    | Notas | Ref(s) |
| ---- | ---------------------------------------- | ------------------------- | --- | ------ |
| 1993 | Rod Laver playing a backhand stroke      | Rod Laver *               | Uno de los dos miembros inaugurales del Salón de la Fama. Ganador de once títulos de individuales y nueve de dobles, incluyendo dos Grand Slams (1962 y 1969). También representó a Australia en la Copa Davis de 1958 a 1962, y nuevamente en 1973, ayudando a Australia a ganar cuatro torneos. | [ 6 ]  |
| 1993 | Margaret Court in 1964                   | Margaret Court *          | Una de los dos miembros inaugurales del Salón de la Fama. Ganadora de 24 títulos de individuales y 40 de dobles. Representó a Australia en la Copa Federación de 1963 a 1965, y nuevamente de 1968 a 1970, también siendo capitana del equipo en tres ocasiones. | [ 7 ]  |
| 1994 | Roy Emerson at the net                   | Roy Emerson *             | Ganador de 12 títulos de individuales y 16 de dobles. También representó a Australia en la Copa Davis de 1959 a 1967. | [ 8 ]  |
| 1994 | Evonne Goolagong Cawley holding a trophy | Evonne Goolagong Cawley * | Segunda jugadora femenina en ser ingresada. Ganadora de siete títulos de individuales y seis de dobles. Representó a Australia en la Copa Federación en 1970, de 1972 a 1976 y nuevamente en 1982. Capitán no jugador del equipo de la Copa Federación de 2002 a 2004. | [ 9 ]  |
| 1994 | Neale Fraser in 1972                     | Neale Fraser *            | Ganador de tres títulos de individuales y dieciséis de dobles. También representó a Australia en la Copa Davis de 1955 a 1963. Fue capitán del equipo de 1970 a 1993, incluyendo cuatro títulos. | [ 10 ] |
| 1995 | Lew Hoad in 1953                         | Lew Hoad *                | Ganador de cuatro títulos de individuales y nueve de dobles. También representó a Australia en la Copa Davis de 1952 a 1956, incluyendo cuatro victorias en el torneo. | [ 11 ] |
| 1995 | Ken Rosewall in 1970                     | Ken Rosewall *            | Ganador de ocho títulos de individuales y diez de dobles. También representó a Australia en la Copa Davis de 1953 a 1956, en 1973 y en 1975, incluyendo cuatro victorias en el torneo. | [ 12 ] |
| 1996 | Frank Sedgeman c. 1954                   | Frank Sedgman *           | Ganador de cinco títulos de individuales y diecisiete de dobles. También representó a Australia en la Copa Davis de 1949 a 1952, incluyendo tres victorias en el torneo. | [ 13 ] |
| 1996 | John Bromwich in 1944                    | John Bromwich *           | Ganador de dos títulos de individuales y diecisiete de dobles. También representó a Australia en la Copa Davis siete veces entre 1937 y 1950, incluyendo dos victorias en 1939 y 1950. | [ 14 ] |
| 1996 | Norman Brookes in 1919                   | Norman Brookes *          | Ganador de tres títulos de individuales y cuatro de dobles. También representó a Australia en la Copa Davis siete veces entre 1905 y 1920, incluyendo dos victorias en 1939 y 1950. | [ 15 ] |
| 1996 | Ashley Cooper in 1958                    | Ashley Cooper *           | Ganador de cuatro títulos de individuales y cuatro de dobles. También representó a Australia en la Copa Davis dos veces, en 1957 y 1958, ganando ambos torneos. | [ 16 ] |
| 1996 | Harry Hopman in the 1930s                | Harry Hopman *            | Ganador de siete títulos de dobles. También representó a Australia en la Copa Davis cinco veces de 1928 a 1939, siendo capitán del equipo en 1938 y 1939. También fue capitán no jugador del equipo de 1950 a 1969. La Copa Hopman lleva su nombre. | [ 17 ] |
| 1997 | –                                        | Fred Stolle *             | Ganador de dos títulos de individuales y quince de dobles. También representó a Australia en la Copa Davis tres veces de 1964 a 1966, ganando cada vez. | [ 18 ] |
| 1997 | Jack Crawford in the 1930s               | Jack Crawford *           | Ganador de seis títulos de individuales y once de dobles. También representó a Australia en la Copa Davis ocho veces de 1928 a 1937. | [ 19 ] |
| 1997 | Gerald Patterson prior to 1921           | Gerald Patterson *        | Ganador de tres títulos de individuales y seis de dobles. También representó a Australia en la Copa Davis seis veces de 1919 a 1928, y como capitán no jugador en 1946. | [ 20 ] |
| 1998 | John Newcombe                            | John Newcombe *           | Ganador de siete títulos de individuales y diecinueve de dobles. También representó a Australia en la Copa Davis ocho veces de 1963 a 1976, y como capitán no jugador entre 1994 y 2000. | [ 21 ] |
| 1998 | John Roche in 1969                       | Tony Roche *              | Ganador de un título de individuales y quince de dobles. También representó a Australia en la Copa Davis ocho veces de 1964 a 1978, y como entrenador entre 1994 y 2000. | [ 22 ] |
| 1998 | Lesley Turner Bowrey in 1964             | Lesley Turner Bowrey *    | La tercera jugadora femenina en ser incluida. Ganadora de dos títulos de individuales y once de dobles. También representó a Australia en la Copa Federación cuatro veces de 1963 a 1967, y como capitana no jugadora entre 1994 y 2000. | [ 23 ] |
| 1998 | Adrian Quist in the 1930s                | Adrian Quist *            | Ganador de tres títulos de individuales y catorce de dobles, incluyendo diez títulos consecutivos del Abierto de Australia en dobles masculinos. También representó a Australia en la Copa Davis nueve veces de 1933 a 1948. | [ 24 ] |
| 2000 | Ken McGregor in the 1950s                | Ken McGregor *            | Ganador de un título de individuales y ocho de dobles. También representó a Australia en la Copa Davis tres veces de 1950 a 1952. | [ 25 ] |
| 2001 | Mal Anderson in 1972                     | Mal Anderson *            | Ganador de un título de individuales y tres de dobles. También representó a Australia en la Copa Davis cuatro veces, en 1957, 1958, 1972 y 1973, ganando dos veces. | [ 26 ] |
| 2001 | Nancye Wynne Bolton in 1938              | Nancye Wynne Bolton *     | La cuarta jugadora femenina en ser incluida. Ganadora de seis títulos de individuales y catorce de dobles, todos en el Abierto de Australia. | [ 27 ] |
| 2002 | Mervyn Rose                              | Mervyn Rose *             | Ganador de dos títulos de individuales y cinco de dobles. También representó a Australia en la Copa Davis seis veces entre 1950 y 1957. | [ 28 ] |
| 2002 | Thelma Coyne Long in 1932                | Thelma Coyne Long *       | La quinta jugadora femenina en ser incluida. Ganadora de dos títulos de individuales y diecisiete de dobles. | [ 29 ] |
| 2003 | Pat Cash in 2015                         | Pat Cash                  | Ganador de Wimbledon en 1987. También representó a Australia en la Copa Davis de 1983 a 1990. | [ 30 ] |
| 2004 | –                                        | Brian Tobin * ‡           | Presidente de la International Tennis Federation de 1991 a 1999, presidente de Tennis Australia de 1977 a 1989 y capitán de la Copa Federación entre 1964 y 1967. | [ 31 ] |
| 2006 | Daphne Akhurst in 1925                   | Daphne Akhurst *          | La sexta jugadora femenina en ser incluida. Ganadora de cinco títulos de individuales y nueve de dobles, todos en el Abierto de Australia. | [ 32 ] |
| 2007 | –                                        | Mark Edmondson            | Ganador de un título de individuales y cinco de dobles. También representó a Australia en la Copa Davis ocho veces entre 1977 y 1985. | [ 33 ] |
| 2008 | Pat Rafter in 2015                       | Patrick Rafter *          | Ganador de dos títulos de individuales y uno de dobles. También representó a Australia en la Copa Davis ocho veces entre 1994 y 2001, capitaneando el equipo desde 2011. | [ 34 ] |
| 2009 | –                                        | Wendy Turnbull            | La séptima jugadora femenina en ser incluida. Ganadora de cuatro títulos de individuales y cinco de dobles. También representó a Australia en la Fed Cup entre 1977 y 1988, capitaneando el equipo entre 1985 y 1993. | [ 35 ] |
| 2010 | Todd Woodbridge in 2004                  | Todd Woodbridge *         | Ganador de 22 títulos de dobles. También representó a Australia en la Copa Davis 14 veces entre 1991 y 2005. | [ 36 ] |
| 2010 | Mark Woodforde in 2010                   | Mark Woodforde *          | Ganador de 17 títulos de dobles. También representó a Australia en la Copa Davis diez veces entre 1988 y 2000. | [ 37 ] |
| 2011 | Owen Davidson in 1988                    | Owen Davidson *           | Ganador de 12 títulos de dobles, incluyendo un Grand Slam en dobles mixtos en 1967. | [ 38 ] |
| 2012 | Ken Fletcher in 1965                     | Ken Fletcher              | Ganador de 12 títulos de dobles, incluyendo un Grand Slam en dobles mixtos en 1963. | [ 39 ] |
| 2013 | –                                        | Judy Dalton               | La octava jugadora femenina en ser incluida. Ganadora de ocho títulos de dobles. También representó a Australia en la Copa Federación entre 1965 y 1970. | [ 40 ] |
| 2014 |                                          | Kerry Reid                | La novena jugadora femenina en ser incluida. Ganadora de un título de individuales y dos de dobles. También representó a Australia en la Copa Federación entre 1967 y 1979, ganando en 1968. | [ 41 ] |
| 2015 | David Hall in 2000                       | David Hall *              | Primer jugador en silla de ruedas en ser incluido. Ganador de seis medallas paralímpicas, nueve veces ganador del Abierto de Australia, ocho veces ganador del Abierto de Estados Unidos, siete veces ganador del Abierto Británico y ocho veces ganador del Abierto de Japón. | [ 42 ] |
| 2016 | Rex Hartwig                              | Rex Hartwig               | Ganador de cuatro títulos de dobles. También representó a Australia en la Copa Davis entre 1953 y 1955. | [ 43 ] |
| 2017 | –                                        | Beryl Penrose             | La décima jugadora femenina en ser incluida. Ganadora de un título de individuales y tres de dobles, todos en el Campeonato Australiano. | [ 44 ] |
| 2018 | –                                        | Jan Lehane                | Campeona del Abierto de Australia en individuales juveniles en 1958-59; finalista en individuales femeninos en 1960-63; ganadora de los títulos de dobles mixtos en 1960-61. | [ 45 ] |
| 2019 | Dianne Fromholtz                         | Dianne Fromholtz          | Ex número 4 del mundo (1979), ganadora de 8 títulos individuales del WTA Tour, finalista en el Abierto de Australia de 1977. Ganadora del título de dobles femeninos del Abierto de Australia en 1977. | [ 46 ] |
| 2020 | –                                        | John Fitzgerald           | Ganador de 30 títulos de dobles, incluyendo siete títulos de Grand Slam en dobles masculinos; clasificado como número 1 en dobles en julio de 1991. Ganador de dos títulos de Grand Slam en dobles mixtos. Representó a Australia en la Copa Davis y fue miembro de los equipos campeones en 1983 y 1986. Después de su retiro, capitaneó el equipo de Copa Davis de Australia de 2001 a 2010, llevando al equipo al título en 2003. | [ 47 ] |
| 2021 | –                                        | Mary Carter Reitano       | Ganadora de los títulos del Campeonato Australiano en 1956 y 1959 (individuales) y 1961 (dobles femeninos). | [ 48 ] |